# ТЕЦ Лаемчабанг
13°57′29″ пн. ш. 100°53′40″ сх. д. / 13.95806° пн. ш. 100.89444° сх. д.
ТЕЦ Лаемчабанг — теплоелектроцентраль у тайській провінції Чонбурі, в потужній індустріальній зоні Лаемчабанг.
У 2001 році на майданчику станції став до ладу парогазовий блок комбінованого циклу потужністю 103 МВт, в якому дві газові турбіни живили через відповідну кількість котлів-утилізаторів одну парову турбіну. Окрім електроенергії блок постачав підприємствам індустріальної зони технологічну пару в обсягах 50 тонн на годину. Відповідно до запровадженої в Таїланді програми сприяння малим ТЕЦ, станція Лаемчабанг отримала 21-річний контракт на викуп 60 МВт потужності державною електроенергетичною компанією Electric Generating Authority of Thailand (EGAT).
В 2009-му станцію підсилили другим парогазовим блоком потужністю 56 МВт, що має одну газову турбіну, один котел-утилізатор та одну парову турбіну. Ця черга також продукує 20 тонн технологічної пари на годину).
В 2021-му, із наближенням до завершення гарантованого контракту, розпочалась реконструкція першої черги, в межах якої у 2022-му ввели в дію парогазовий блок потужністю 140 МВт (можливо відзначити, що в Таїланді непоодинокі випадки не лише реконструкції, але й повного демонтажу станцій по завершенні гарантованого контракту, як це сталось із ТЕС Tri Energy, ТЕЦ Каенгкой I або ТЕЦ Самутпракан). Реконструйований блок так само має дві газові турбіни, що через відповідну кількість котлів-утилізаторів живлять одну парову турбіну, і може постачати 30 тонн технологічного пару на годину.
Як паливо станція використовує природний газ (через провінцію Чонбурі проходить газотранспортний коридор Районг — Бангпаконг).
Проект реалізувала компанія Sime Darby Power Company, яка відноситься до малазійської групи Sime Darby. В 2014-му ТЕЦ викупив тайський конгломерат B.Grimm Group, що позначив черги станції як BPLC1 (після заміни турбін BPLCR1) та BPLC2.